# Paul O'Donovan
Paul O'Donovan, född 19 april 1994, är en irländsk roddare.

## Karriär
O'Donovan tävlade för Irland vid olympiska sommarspelen 2016 i Rio de Janeiro, där han tillsammans med sin bror Gary O'Donovan tog silver i lättvikts-dubbelsculler. Vid olympiska sommarspelen 2020 i Tokyo tog O'Donovan guld tillsammans med Fintan McCarthy i lättvikts-dubbelsculler.
I augusti 2022 vid EM i München tog O'Donovan och Fintan McCarthy guld tillsammans i lättvikts-dubbelsculler. Följande månad vid VM i Račice tog de även VM-guld tillsammans i samma gren. I september 2023 vid VM i Belgrad tog O'Donovan återigen VM-guld tillsammans med Fintan McCarthy i lättvikts-dubbelsculler.